# Witalij Derdijtschuk
Witalij Derdijtschuk (ukrainisch Віталій Вікторович Дердійчук, engl. Transkription Vitaliy Derdiychuk; * 13. April 1987 in Tetijiw in der Oblast Kiew) ist ein ukrainischer Biathlet.
Witalij Derdijtschuk wohnt in seiner Geburtsstadt Tetijiw und begann 2000 mit dem Biathlon. Er studierte an der Nationalen Agraruniversität in Bila Zerkwa. Derdijtschuk vertrat sein Heimatland bei den Sommerbiathlon-Europameisterschaften 2009 in Nové Město na Moravě, wo er Zehnter des Sprints wurde, in der Verfolgung aber auf den 24. Platz zurückfiel. Mit Julija Kapusta, Natalija Nedaschkiwska und Wassyl Palyha wurde er zudem mit der Staffel Sechster. Im Jahr darauf nahm er erneut an der Europameisterschaft, dieses Mal in Osrblie teil. Im Sprint lief er auf den 31. Platz und wurde im darauf basierenden Verfolgungsrennen 28.